# Andreas Sturm (Priester)

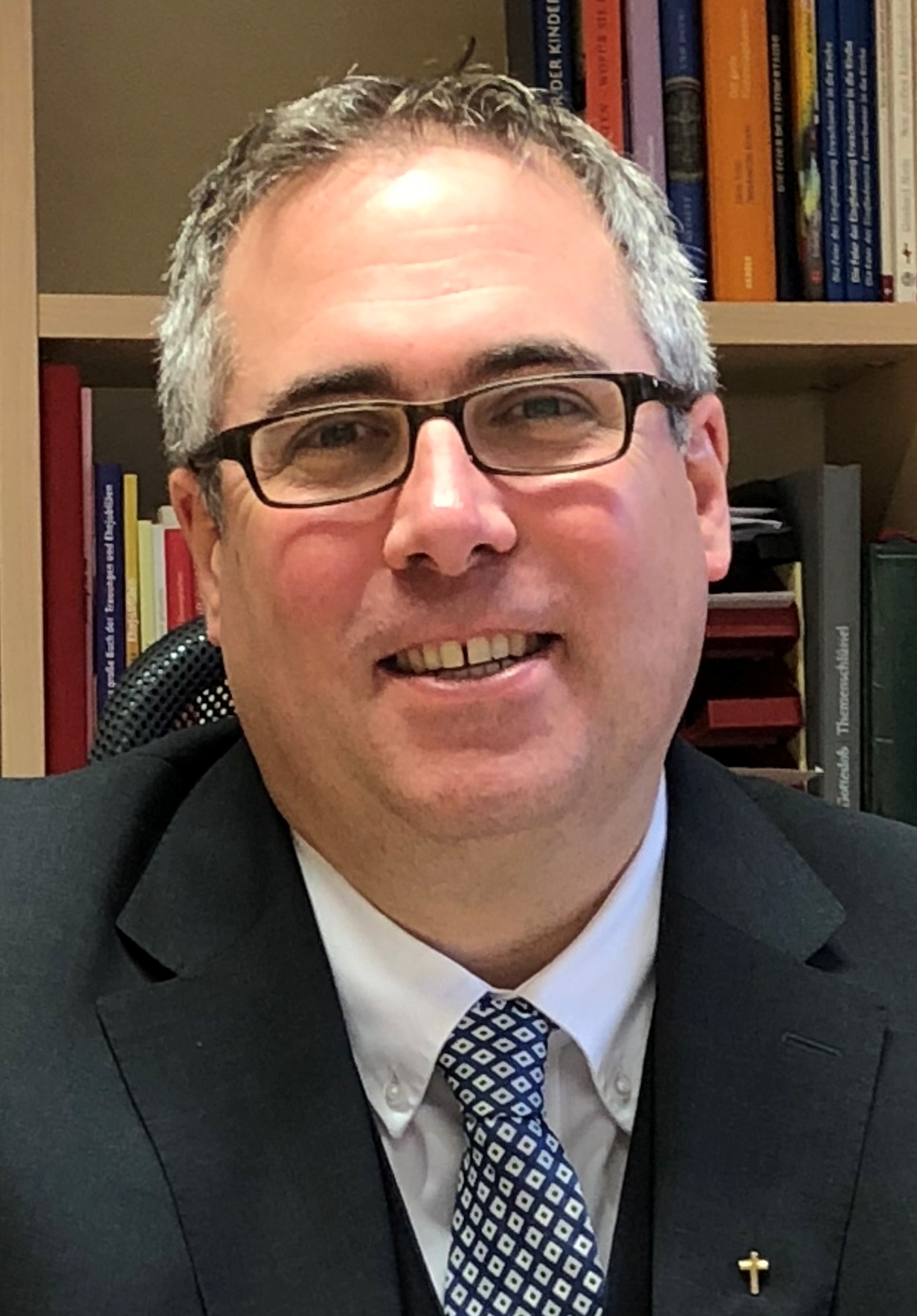
Andreas Sturm als Generalvikar des Bistums Speyer (2018)

Andreas Sturm (* 8. September 1974 in Frankenthal) ist ein Seelsorger des katholischen Bistums der Alt-Katholiken in Deutschland. Er war bis Mai 2022 Generalvikar des römisch-katholischen Bistums Speyer.

## Leben
Andreas Sturm wirkte nach der Priesterweihe 2002 als Kaplan in der Pfarrei St. Maria in Landau und als Jugendseelsorger für das Dekanat Landau. Im Jahr 2004 wechselte er als Referent für die Ministrantenseelsorge nach Speyer und wurde geistlicher Leiter des KJG-Diözesanverbandes. 2010 wurde er zum Diözesanpräses des Bundes der Deutschen Katholischen Jugend (BDKJ) gewählt und bekam die Leitung des bischöflichen Jugendamtes übertragen. 
Im Januar 2015 wurde er Pfarrer der Pfarreiengemeinschaft St. Ingbert (Saarland) mit sieben eigenständigen Pfarreien, die am 1. Advent 2015 zur Pfarrei Heiliger Ingobertus zusammengeführt wurden. Im Juni 2016 wurde er zum Dekan des Dekanats Saarpfalz gewählt. Am 21. März 2018 berief ihn Bischof Karl-Heinz Wiesemann zu seinem Generalvikar, nachdem der Vorgänger Franz Jung zum Bischof von Würzburg ernannt worden war. Am 10. Juni 2018 trat Sturm sein neues Amt an.
Am 16. März 2021 kündigte Sturm an, die römische Vorgabe vom 15. März 2021 zu ignorieren, und erklärte, er werde weiterhin Segnungsgottesdienste für homosexuelle Paare ermöglichen.
Am 13. Mai 2022 trat er als Generalvikar zurück sowie aus der römisch-katholischen Kirche aus und kündigte an, zur Altkatholischen Kirche überzutreten, weil er im Laufe der Jahre die Hoffnung und Zuversicht verloren habe, dass die römisch-katholische Kirche sich wirklich wandeln könne. Das Reformprojekt Synodaler Weg ändere daran nichts.
Am 1. August 2022 übernahm Sturm als Geistlicher die Seelsorge in den alt-katholischen Gemeinden Singen und Sauldorf (bei Messkirch). Dazu hat ihn Matthias Ring, Bischof der Alt-Katholischen Kirche in Deutschland, berufen.

## Veröffentlichungen
- Ich muss raus aus dieser Kirche. Weil ich Mensch bleiben will. Ein Generalvikar spricht Klartext. Verlag Herder, Freiburg 2022, ISBN 978-3-451-03398-8.